# Cinque Nazioni 1953
Il Cinque Nazioni 1953 (in inglese 1953 Five Nations Championship; in francese Tournoi des Cinq Nations 1953; in gallese Pencampwriaeth y Pum Gwlad 1953) fu la 24ª edizione del torneo annuale di rugby a 15 tra le squadre nazionali di Francia, Galles, Inghilterra, Irlanda e Scozia, nonché la 59ª in assoluto considerando anche le edizioni dell'Home Nations Championship.
Alla vittoria finale tornò l'Inghilterra, al suo ventunesimo titolo, che seppure imbattuta mancò il Grande Slam per via di un pareggio contro l'Irlanda; per gli inglesi si trattò della prima vittoria non condivisa del dopoguerra, la più recente risalendo al 1937; Scozia al secondo whitewash consecutivo e più in generale a 9 incontri senza vittoria nel Torneo.
Il valore delle marcature, come stabilito dall’IRFB nel 1948, era: 3 punti per ciascuna meta (5 se trasformata), 3 punti per la realizzazione di ciascun calcio piazzato, mark o drop.

## Nazionali partecipanti e sedi
| Squadra     | Città           | Impianto interno         |
| ----------- | --------------- | ------------------------ |
| Francia     | Colombes        | Stadio Yves du Manoir    |
| Galles      | Cardiff Swansea | Arms Park St. Helen's    |
| Inghilterra | Londra          | Twickenham               |
| Irlanda     | Belfast Dublino | Ravenhill Lansdowne Road |
| Scozia      | Edimburgo       | Murrayfield              |

## Risultati
| Arbitro: | Ossie Glasgow |

|            |      |         |
| Bourdeu    | mt   | Rose    |
|            | tr   | Cameron |
| Bertrand   | c.p. |         |
| Carabignac | drop |         |

| Arbitro: | Michael Dowling |

|           |      |          |
| T. Davies | mt   | Cannell  |
|           | tr   | Hall     |
|           | c.p. | Woodward |

| Arbitro: | T.E. Priest |

|                              |      |            |
| Kyle Lawler McCarthy Mortell | mt   |            |
| Gregg (2)                    | tr   |            |
|                              | drop | Carabignac |

| Arbitro: | Peter Cooper |

|  |      |                          |
|  | mt   | K. Jones B. Williams (2) |
|  | c.p. | T. Davies                |

| Arbitro: | A.W.C. Austin |

|               |      |          |
| Mortell       | mt   | E. Evans |
| Henderson (2) | c.p. | Hall (2) |

| Arbitro: | Vernon Parfitt |

|                            |    |  |
| Butterfield Evans Woodward | mt |  |
| Hall                       | tr |  |

| Arbitro: | Ivor David |

|            |      |                                     |
| Henderson  | mt   | Byrne (3) Kavanagh McCarthy Mortell |
| I. Thomson | tr   | Gregg (4)                           |
| I. Thomson | c.p. |                                     |

| Arbitro: | Peter Cooper |

|           |    |       |
| Griffiths | mt | Byrne |
| T. Davies | tr |       |

| Arbitro: | Michael Dowling |

|                                                 |    |                        |
| Adkins Bazley (2) Butterfield Stirling Woodward | mt | Henderson Weatherstone |
| Hall (4)                                        | tr | I. Thomson             |

| Arbitro: | Ossie Glasgow |

|          |      |               |
|          | mt   | Griffiths (2) |
| Bertrand | c.p. |               |

## Classifica
| Pos | Squadra     | G | V | N | P | PF | PS | DP  | Pt |
| --- | ----------- | - | - | - | - | -- | -- | --- | -- |
| 1   | Inghilterra | 4 | 3 | 1 | 0 | 54 | 20 | +34 | 7  |
| 2   | Galles      | 4 | 3 | 0 | 1 | 26 | 14 | +12 | 6  |
| 3   | Irlanda     | 4 | 2 | 1 | 1 | 54 | 25 | +29 | 5  |
| 4   | Francia     | 4 | 1 | 0 | 3 | 17 | 38 | −21 | 2  |
| 5   | Scozia      | 4 | 0 | 0 | 4 | 21 | 75 | −54 | 0  |